# Изыхский сельсовет
Изыхский сельсовет — сельское поселение в Алтайском районе Хакасии.
Административный центр — посёлок Изыхские Копи.

## История
Статус и границы сельского поселения установлены Законом Республики Хакасия от 7 октября 2004 года № 66 «Об утверждении границ муниципальных образований Алтайского района и наделении их соответственно статусом муниципального района, сельского поселения»

## Население
| 2002  | 2010  | 2012  | 2013  | 2014  | 2015  | 2016  |
| ----- | ----- | ----- | ----- | ----- | ----- | ----- |
| 1368  | ↗1580 | ↘1571 | →1571 | ↗1601 | ↗1603 | ↗1616 |
| 2017  | 2018  | 2019  | 2020  | 2021  |       |       |
| ↘1608 | ↗1613 | ↘1591 | ↘1561 | ↘1220 |       |       |

## Состав сельского поселения
В состав сельского поселения входит один населённый пункт — посёлок Изыхские Копи.

## Местное самоуправление
Администрация
Изыхские Копи, Октябрьская, 10
Глава администрации
- Кононов Александр Васильевич